# Dora Tamanaplein
Het Dora Tamanaplein is een plein in Amsterdam-Zuid. 

## Algemeen
Het plein is gelegen in de Nieuwe Pijp, dat in tegenstelling tot haar naam niet echt nieuw is met oorspronkelijke bebouwing uit de periode voor de Tweede Wereldoorlog. Het plein ontstond in de jaren tachtig toen in dit gedeelte van die Nieuwe Pijp een uitgebreide sanering plaats vond in het kader van stadsvernieuwing. Voorts was bij de Rustenburgerstraat de clichéfabriek Firma L. van Leer en Co in 1978 afgebrand. Het terrein stond daarom bekend als het Van Leerterrein. Een schepping van architect Dolf van Gendt ging daarbij verloren. Het plein werd vernoemd naar verzetsstrijdster en strijdster voor vrouwenrechten onder Zuid-Afrikaans apartheidsregime Dora Tamana (1901-1983). Stadsdeel De Pijp wilde met die vernoeming solidariteit betonen met de strijd van Zuid-Afrikaanse vrouwen; de onthulling in september 1988 werd verricht door schrijfster Caesarine Kona Makhoere.

## Vernieuwing

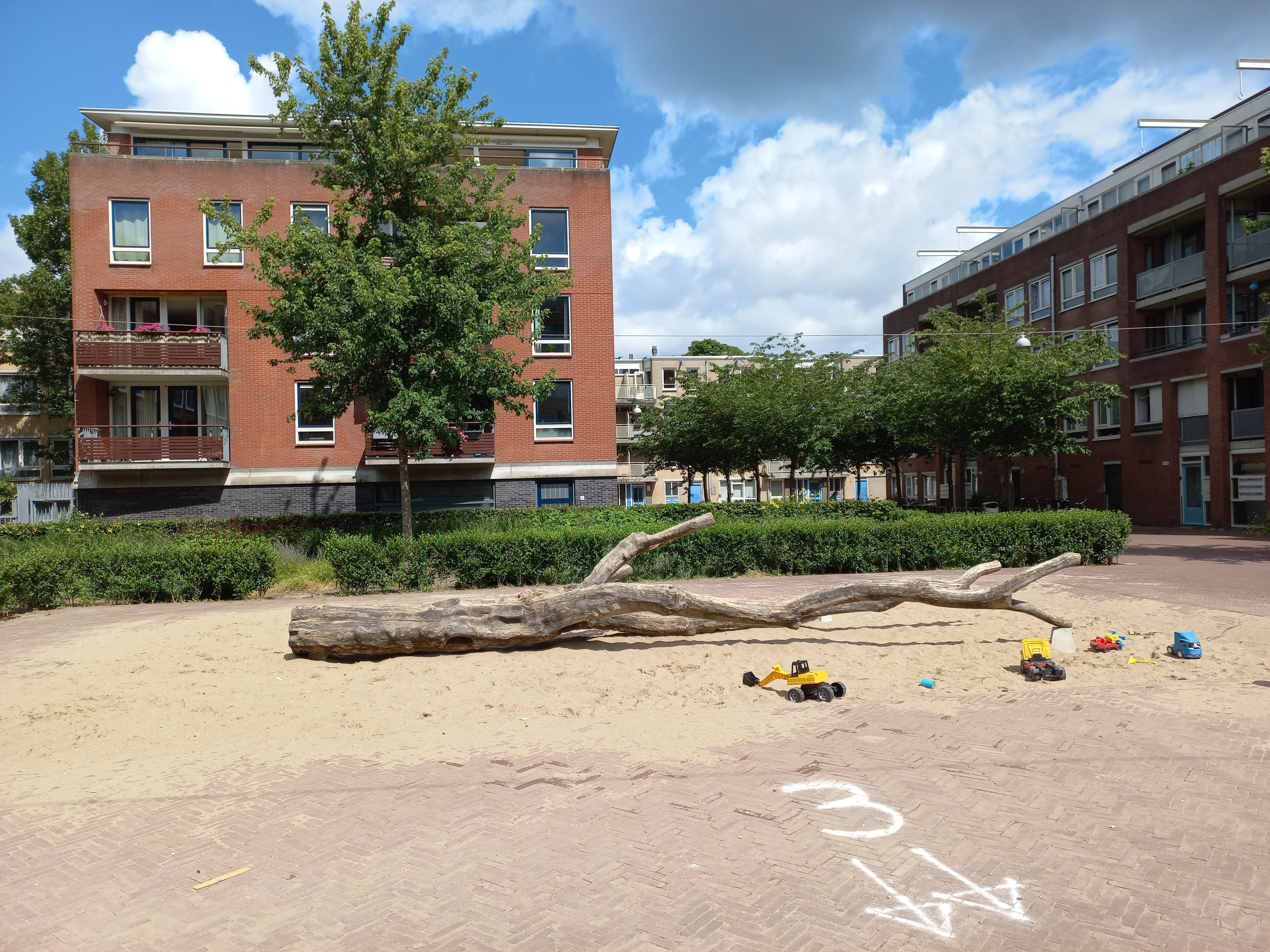
Dora Tamanaplein richting Rustenburgerstraat (juli 2023)

Het plein kreeg in de late jaren tien van de 21e eeuw een nieuwe impuls. Tot dan toe stond hier nog een deel van het Stadsarchief Amsterdam, een bijbouwsel aan het voormalige Raadhuis van Nieuwer-Amstel; het archief vertrok in 2006 naar De Bazel in de binnenstad. In de plaats kwam een ondergrondse parkeergarage en een theater CC Amstel. Onder die nieuwbouw is werk te vinden van architecte Vera Yanovshtchinky.  
Het plein ligt in een haak met ingangen aan de Rusterburgerstraat, Cullinanplein en de Rustenburgerdwarsstraat. Aan het plein staan gebouwen uit de tijd van die sanering, dus een gemeentelijk of rijksmonument is er niet te vinden (gegevens). Daar zijn twee uitzonderingen op. De zuidelijke gevelwand wordt gevormd door de achtergevel van de Koninklijke Asscher Diamant Maatschappij, dat een rijksmonument is. De andere uitzondering is de toegang vanuit de Rusterburgerdwarsstraat; dat maakt deel uit van de erfafscheiding van genoemd gebouw, dat hekwerk is ook een rijksmonument. Het plein is voetgangersgebied, grotendeels beklinkerd met hier en daar een groenstrook. 

## Kunst
Niet alleen stadsdeel De Pijp eerde Dora Tamana. Kunstenares Tine van de Weyer leverde in 1990 een monument op ter ere van haar.  Een tweedelig kunstwerk van gecoat metaal werd op twee geveldelen van het gemeentearchief gemonteerd, maar ging tijdens de sloop van de gebouwen verloren (de kunstenaar heeft het over beeldenhemel; de gemeente over “in slechte staat”). Een vlam brandt boven een plattegrond van Zuid-Afrika. Het beeld werd vergezeld door de tekst:
I opened the road for you; you must go forward (Dora Tamana)
Verspreid over de omliggende gebouwen is het kunstwerk Revisiting the cullinan (2023) van Sanja Medic te vinden.